# O’Reilly Open Source Convention
O’Reilly Open Source Convention (OSCON) — ежегодный съезд, посвящённый обсуждению открытому и свободному программному обеспечению. Мероприятие проводится издательским домом O'Reilly Media каждое лето в США.

## Наиболее значимые события
- OSCON первоначально появился как Perl-конференция, но и спустя несколько лет на OSCON продолжает обсуждаться множество вопросов, связанных с Perl, оставляя место для YAPC, считающейся одной из самых значимых Perl-конференций в Северной Америке.
- Здесь также проходит ежегодная PHP-конференция.
- Начиная с 2003 года проводится и конференция, посвящённая языку Python.
- Опен-сорсный проект Sun Grid Engine был анонсирован на конференции 2001 года.

## Место проведения
- 2001: Сан-Диего (Калифорния) (22 июля — 26 июля, 2001)
- 2002: Сан-Диего (Калифорния) (22 июля — 26 июля, 2002)
- 2003: Портленд (Орегон) (7 июля — 11 июля, 2003)
- 2004: Портленд (Орегон) (26 июля — 30 июля, 2004)
- 2005: Портленд (Орегон) (1 августа — 5 августа, 2005)
- 2006: Портленд (Орегон) (24 июля — 28 июля, 2006)
- 2007: Портленд (Орегон) (23 июля — 27 июля, 2007)
- 2008: Портленд (Орегон) (21 июля — 25 июля, 2008)
- 2009: Сан-Хосе (Калифорния) (20 июля — 24 июля, 2009)

## История
Первая конференция OSCON состоялась в 1999 году. Первая Perl-конференция прошла в 1997 году.